# Flickan och kråkan
"Flickan och kråkan" är en låt av Mikael Wiehe, ursprungligen utgiven på hans album Kråksånger från 1981.
Wiehe skrev texten, inspirerad av en bild av den svenske tecknaren Oscar Cleve: Liten flicka ilar till veterinär med skadskjuten kråka. Greg FitzPatrick spelar synt till melodin i Wiehes originalversion, och han är känd för sitt stämningsfulla samarbete med Adolphson & Falk.
Coverversioner av sången har bland annat gjorts av Dia Psalma, Strebers, Viba Femba, Sten & Stalin och Timbuktu. Enligt Wiehe ville Anni-Frid Lyngstad från Abba i början av 1980-talet göra en engelsk version till ett av sina soloalbum men han tackade nej; en bidragande orsak var att hon medverkat i SAF-kampanjen "Satsa på dig själv".
När museet i Landskrona i början av 1990-talet hade en stor utställning med Oscar Cleve-bilder blev Wiehe inbjuden tillsammans med några av Oscar Cleves släktingar. På utställningen kommer en äldre dam fram till honom. Hon presenterar sig som Oscar Cleves dotter och säger: "Det är jag som är flickan med kråkan."
Timbuktus version från Så mycket bättre gick 2012 in på Svensktoppen. Den låg på listan i 31 veckor, med andraplats som bästa placering.

## Listplaceringar

### Timbuktus version
| Lista (2011–2012) | Topplacering |
| ----------------- | ------------ |
| Sverige           | 2            |